# Liste der Australian-Open-Sieger (Juniorinnendoppel)
Diese Liste enthält alle Doppel-Finalistinnen der Juniorinnen bei den Australian Open.
| Jahr                                          | Siegerinnen                                 | Finalgegnerinnen                           | Ergebnis                                   |
| --------------------------------------------- | ------------------------------------------- | ------------------------------------------ | ------------------------------------------ |
| 1930                                          | Nell Hall Emily Hood                        |                                            |                                            |
| 1931                                          | S. Moon Emily Westacott                     |                                            |                                            |
| 1932                                          | F. Francisco J. Williams                    |                                            |                                            |
| 1933                                          | Dorothy Stevenson Gwen Stevenson            |                                            |                                            |
| 1934                                          | E. Chrystal E. McColl                       |                                            |                                            |
| 1935                                          | Dorothy Stevenson Nancye Wynne              |                                            |                                            |
| 1936                                          | M. Carter Margaret Wilson                   |                                            |                                            |
| 1937                                          | J. Prior I. Webb                            |                                            |                                            |
| 1938                                          | Alison Burton Joyce Wood                    |                                            |                                            |
| 1939                                          | Alison Burton Joyce Wood                    |                                            |                                            |
| 1940                                          | Alison Burton Joyce Wood                    |                                            |                                            |
| 1941–1945 keine Austragung, Zweiter Weltkrieg |                                             |                                            |                                            |
| 1946                                          | N. Reid Helen Utz                           |                                            |                                            |
| 1947                                          | Shirley Jackson Veronica Linehan            |                                            |                                            |
| 1948                                          | Gloria Blair B. Bligh                       |                                            |                                            |
| 1949                                          | Beryl Penrose J. Robbins                    |                                            |                                            |
| 1950                                          | Carmen Borelli Pam Southcombe               |                                            |                                            |
| 1951                                          | Jenny Staley Margaret Wallis                |                                            |                                            |
| 1952                                          | Mary Carter Betty Holstein                  |                                            |                                            |
| 1953                                          | Mary Carter Barbara Warby                   |                                            |                                            |
| 1954                                          | Betty Holstein Beth Jones                   |                                            |                                            |
| 1955                                          | Elizabeth Orton Pat Parmenter               |                                            |                                            |
| 1956                                          | Sheila Armstrong Lorraine Coghlan           |                                            |                                            |
| 1957                                          | Margot Rayson Val Roberts                   |                                            |                                            |
| 1958                                          | Betty Holstein Jan Lehane                   |                                            |                                            |
| 1959                                          | Jan Lehane Dawn Robberds                    |                                            |                                            |
| 1960                                          | Dawn Robberds Lesley Turner                 |                                            |                                            |
| 1961                                          | Robyn Ebbern Madonna Schacht                |                                            |                                            |
| 1962                                          | Heather Ross Jill Star                      |                                            |                                            |
| 1963                                          | Trish McCleanaughan Gail Sherriff           |                                            |                                            |
| 1964                                          | Kaye Dening Helen Gourlay                   |                                            |                                            |
| 1965                                          | Helen Gourlay Kerry Melville                |                                            |                                            |
| 1966                                          | Karen Krantzcke Pat Turner                  |                                            |                                            |
| 1967                                          | Susan Alexander Caroline Cooper             |                                            |                                            |
| 1968                                          | Lesley Hunt Vicki Lancaster                 |                                            |                                            |
| 1969                                          | Pat Edwards Evonne Goolagong                |                                            |                                            |
| 1970                                          | Janet Fallis Janet Young                    |                                            |                                            |
| 1971                                          | Pat Edwards Janice Whyte                    |                                            |                                            |
| 1972                                          | Saly Irvine Pam Whytcross                   |                                            |                                            |
| 1973                                          | Jenny Dimond Dianne Fromholtz               |                                            |                                            |
| 1974                                          | Nerida Gregory Julia Hanrahan               |                                            |                                            |
| 1975                                          | Diane Evers Nerida Gregory                  |                                            |                                            |
| 1976                                          | Jan Morton Jan Wilton                       |                                            |                                            |
| 1977 (Jan.)                                   | Keryn Pratt Amanda Tobin                    |                                            |                                            |
| 1977 (Dez.)                                   | Keryn Pratt Amanda Tobin                    |                                            |                                            |
| 1978                                          | Debbie Freeman Kathy Mantle                 |                                            |                                            |
| 1979                                          | Linda Cassell Sue Leo                       |                                            |                                            |
| 1980                                          | Anne Minter Miranda Yates                   |                                            |                                            |
| 1981                                          | Maree Booth Sharon Hodgkin                  |                                            |                                            |
| 1982                                          | Annette Gulley Kim Staunton                 |                                            |                                            |
| 1983                                          | Bernadette Randall Kim Staunton             |                                            |                                            |
| 1984                                          | Louise Field Laryssa Sawtschenko            |                                            |                                            |
| 1985                                          | Jenny Byrne Janine Thompson                 | Sally Mccann Alison Scott                  | 6:0, 6:3                                   |
| 1986                                          | nicht ausgetragen                           | nicht ausgetragen                          | nicht ausgetragen                          |
| 1987                                          | Ann Devries Nicole Provis                   | Genevieve Dwyer Danielle Jones             | 6:3, 6:3                                   |
| 1988                                          | Jo-Anne Faull Rachel McQuillan              | Kate McDonald Rennae Stubbs                | 6:1, 7:5                                   |
| 1989                                          | Andrea Strnadová Eva Švíglerová             | Nicole Pratt Angie Woolcock                | 6:2, 6:0                                   |
| 1990                                          | Rona Mayer Limor Zaltz                      | Justine Hodder Nicole Pratt                | 6:4, 6:4                                   |
| 1991                                          | Karina Habšudová Barbara Rittner            | Joanne Limmer Angie Woolcock               | 6:2, 6:0                                   |
| 1992                                          | Lindsay Davenport Nicole London             | Maija Avotins Joanne Limmer                | 6:2, 7:5                                   |
| 1993                                          | Joana Manta Ludmila Richterová              | Åsa Svensson Cătălina Cristea              | 6:3, 6:4                                   |
| 1994                                          | Corina Morariu Ludmila Varmužová            | Yvette Basting Alexandra Schneider         | 7:5, 2:6, 7:5                              |
| 1995                                          | Corina Morariu Ludmila Varmužová            | Saori Obata Nami Urabe                     | 6:1, 6:2                                   |
| 1996                                          | Michaela Paštiková Jitka Schönfeldová       | Wolha Barabanschtschykawa Mirjana Lučić    | 6:1, 6:3                                   |
| 1997                                          | Mirjana Lučić Jasmin Wöhr                   | Cho Yoon-jeong Shiho Hisamatsu             | 6:2, 6:2                                   |
| 1998                                          | Evi Dominikovic Alicia Molik                | Leanne Baker Rewa Hudson                   | 6:3, 3:6, 6:2                              |
| 1999                                          | Eleni Daniilidou Virginie Razzano           | Nicole Rencken Natalie Grandin             | 6:1, 6:1                                   |
| 2000                                          | Anikó Kapros Christina Wheeler              | Lauren Barnikow Erin Burdette              | 6:3, 6:4                                   |
| 2001                                          | Petra Cetkovská Barbora Strýcová            | Anna Bastrikova Swetlana Kusnezowa         | 7:63, 1:6, 6:4                             |
| 2002                                          | Gisela Dulko Angelique Widjaja              | Swetlana Kusnezowa Matea Mezak             | 6:2, 5:7, 6:4                              |
| 2003                                          | Casey Dellacqua Adriana Szili               | Petra Cetkovská Barbora Strýcová           | 6:3, 4:4 Aufgabe                           |
| 2004                                          | Chan Yung-jan Sun Shengnan                  | Veronika Chvojková Nicole Vaidišová        | 7:5, 6:3                                   |
| 2005                                          | Wiktoryja Asaranka Marina Eraković          | Nikola Fraňková Ágnes Szávay               | 6:0, 6:2                                   |
| 2006                                          | Sharon Fichman Anastassija Pawljutschenkowa | Alizé Cornet Corinna Dentoni               | 6:2, 6:2                                   |
| 2007                                          | Jewgenija Rodina Arina Rodionowa            | Julia Cohen Urszula Radwańska              | 2:6, 6:3, 6:1                              |
| 2008                                          | Xenija Lykina Anastassija Pawljutschenkowa  | Elena Bogdan Misaki Doi                    | 6:0, 6:4                                   |
| 2009                                          | Christina McHale Ajla Tomljanović           | Aleksandra Krunić Sandra Zaniewska         | 6:1, 2:6, [10:4]                           |
| 2010                                          | Jana Čepelová Chantal Škamlová              | Tímea Babos Gabriela Dabrowski             | 7:61, 6:2                                  |
| 2011                                          | An-Sophie Mestach Demi Schuurs              | Eri Hozumi Miyu Katō                       | 6:2, 6:3                                   |
| 2012                                          | Gabrielle Faith Andrews Taylor Townsend     | Irina Chromatschowa Danka Kovinić          | 5:7, 7:5, [10:6]                           |
| 2013                                          | Ana Konjuh Carol Zhao                       | Oleksandra Koraschwili Barbora Krejčíková  | 5:7, 6:4, [10:7]                           |
| 2014                                          | Anhelina Kalinina Jelisaweta Kulitschkowa   | Katie Boulter Ivana Jorović                | 6:4, 6:2                                   |
| 2015                                          | Miriam Kolodziejová Markéta Vondroušová     | Katharina Hobgarski Greet Minnen           | 7:5, 6:4                                   |
| 2016                                          | Anna Kalinskaja Tereza Mihalíková           | Dajana Jastremska Anastasia Zarycká        | 6:1, 6:1                                   |
| 2017                                          | Bianca Andreescu Carson Branstine           | Maja Chwalińska Iga Świątek                | 6:1, 7:64                                  |
| 2018                                          | Liang En-shuo Xinyu Wang                    | Violet Apisah Lulu Sun                     | 7:64, 4:6, [10:5]                          |
| 2019                                          | Natsumi Kawaguchi Adrienn Nagy              | Chloe Beck Emma Navarro                    | 6:4, 6:4                                   |
| 2020                                          | Alexandra Eala Priska Madelyn Nugroho       | Živa Falkner Matilda Mutavdzic             | 6:1, 6:2                                   |
| 2021                                          | aufgrund der COVID-19-Pandemie ausgefallen  | aufgrund der COVID-19-Pandemie ausgefallen | aufgrund der COVID-19-Pandemie ausgefallen |
| 2022                                          | Clervie Ngounoue Diana Schneider            | Kayla Cross Victoria Mboko                 | 6:4, 6:3                                   |
| 2023                                          | Renáta Jamrichová Federica Urgesi           | Hayu Kinoshita Sara Saito                  | 7:65, 1:6, [10:7]                          |
| 2024                                          | Tyra Caterina Grant Iva Jovic               | Julie Paštiková Julia Stusek               | 6:3, 6:1                                   |
| 2025                                          | Annika Penickova Kristina Penickova         | Emerson Jones Hannah Klugman               | 6:4, 6:2                                   |